# Micoureus paraguayanus
Micoureus paraguayanus e вид опосум от семейство Didelphidae. Видът обитава горите покрай атлантическото крайбрежие на Югоизточна Бразилия, Източен Парагвай и провинция Мисионес в Аржентина. Видът е заплашен от загуба на местообитания подари урбанизирането на ареала му и използването му за земеделска земя.